# Rotimi Adebari
Rotimi Adebari, né en 1964 à Okeodan (État d'Ogun, Nigeria) est un Nigérian, résidant en Irlande et premier maire noir de ce pays.

## Biographie
Fils d'un ingénieur travaillant dans une société française de travaux publics, élève brillant, il a étudié les sciences politiques et l'économie, matière qu'il enseignera quelque temps. Il quitta le Nigeria en juillet 2000 et arriva à Dublin avec sa femme et ses deux enfants. Converti au christianisme dans son pays d'origine, il a déclaré avoir choisi l'Irlande sur les conseils d'un prêtre irlandais qu'il connaissait au Nigeria. Il fait une demande d'asile pour cause de persécutions religieuses  mais sa demande est rejetée pour insuffisance de preuves de cette persécution. Il fait appel de la décision. Deux semaines avant leur expulsion, sa femme met au monde leur troisième enfant et une loi irlandaise, l'Irish Born Child scheme, encore en vigueur (elle fut abolie en 2004) garantit aux enfants nés sur le sol irlandais la nationalité irlandaise et le droit d'y résider pour leurs parents.
Lui et sa famille s'installent alors, par le hasard d'une location de maison, dans la ville de Portlaoise, ville de la grande banlieue de Dublin de 18 000 habitants dans le comté de Laois. À peine installé, il se met au service de la communauté. Rotimi Adebari n'est pas irlandais mais "résident étranger", mais cela l'autorise à se présenter aux élections locales, ce qu'il fait en 2004. Il est élu comme conseiller municipal lors d'élections locales. En juin 2007, il est élu à la tête du Conseil municipal de Portlaoise (9 membres) avec le soutien du Fine Gael (2 sièges) et du Sinn Féin (1 siège). 
Il a achevé un master d'études interculturelles à la Dublin City University,. 

## Controverse
Fin 2007,  l'Irish Mail et le Laois Nationalist s'interrogèrent sur la façon dont Adebari réclama un statut de réfugié en Irlande alors que le premier pays dans lequel il est arrivé après avoir fui le Nigeria était la France. Il est aussi rapporté qu'il travailla dans le métro de Londres une année avant d'entrer en Irlande. L'employé du London Underground qui a fait cette déclaration aurait promis d'apporter les documents syndicaux et les témoignages de 50 anciens anciens collègues de travail de M. Adebari. Le maire Adebari a indiqué que ces allégations ne méritaient pas de réponse complémentaire.
Des habitants de Portlaoise s'interrogent aussi sur le fait qu'il ait souffert de persécutions religieuses au Nigeria, interrogations basées sur le fait qu'il visita sa région natale et y accepta un prix en reconnaissance de son élection en Irlande.
Interrogé par le journal Le Monde il déclare « Les raisons pour lesquelles j'ai quitté mon pays renvoient à un passé sur lequel je n'ai pas envie de revenir. Mon père était musulman. Un vrai et solide musulman. En 1991, je me suis converti au christianisme - protestant ou catholique, nous ne faisons pas la distinction chez nous. Vous ne saurez pas ce que j'ai vécu. Disons, pour faire vite, que ma conversion n'a pas plu à mon père. Que la vie est devenue assez insupportable pour que je veuille m'en aller. Loin. »

## Symbole
Son élection a été perçue comme le symbole des changements démographiques qu'a connues l'Irlande au cours de ces vingt dernières années. Pays pauvre et d'émigration, avec une population quasiment exclusivement de souche, elle est devenue avec le boom économique des années 90, un pays d'immigration avec en 2007, 10 % de sa population qui est d'origine étrangère. Parmi les premiers immigrants, beaucoup de Nigérians partageant la même langue et fuyant leur pays alors en guerre.

## Source
- (en) Cet article est partiellement ou en totalité issu de l’article de Wikipédia en anglais intitulé « Rotimi Adebari » (voir la liste des auteurs).